# 迪岑哥夫广场
32°04′41″N 34°46′27″E / 32.07806°N 34.77417°E

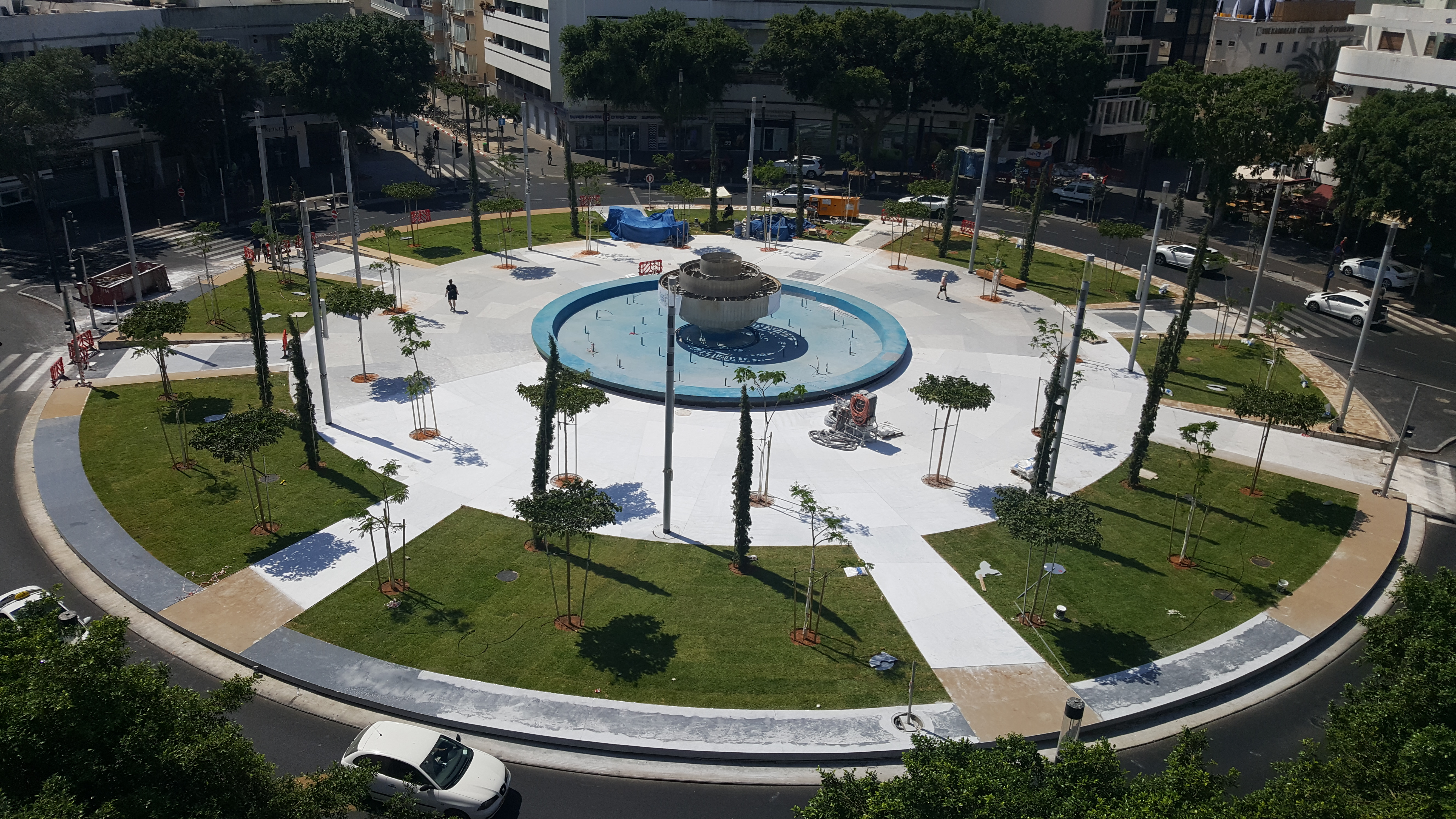
2019

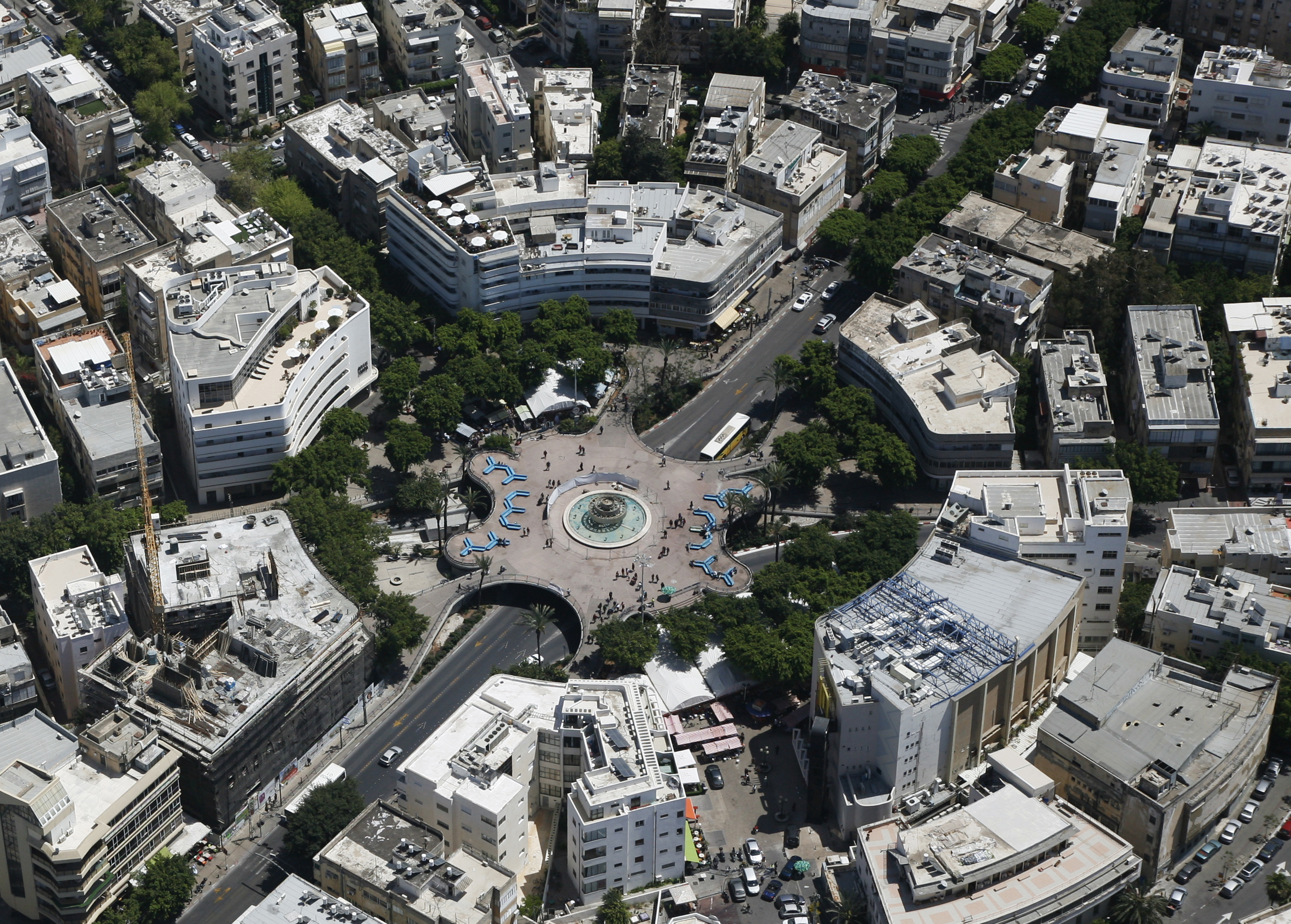
迪岑哥夫广场鸟瞰（2012）

迪岑哥夫广场（希伯来语：כִּכָּר דִיזֶנְגוֹף‬，Kikar Dizengof），全名吉娜迪岑哥夫广场（Kikar Tzina Dizengof）是以色列特拉维夫一个标志性的市民广场 ，位於迪岑哥夫街、Reines街和平斯克街转角。该市的主要广场之一，建于1934年 落成于1938年。

## 历史

### 早期（1930-70）

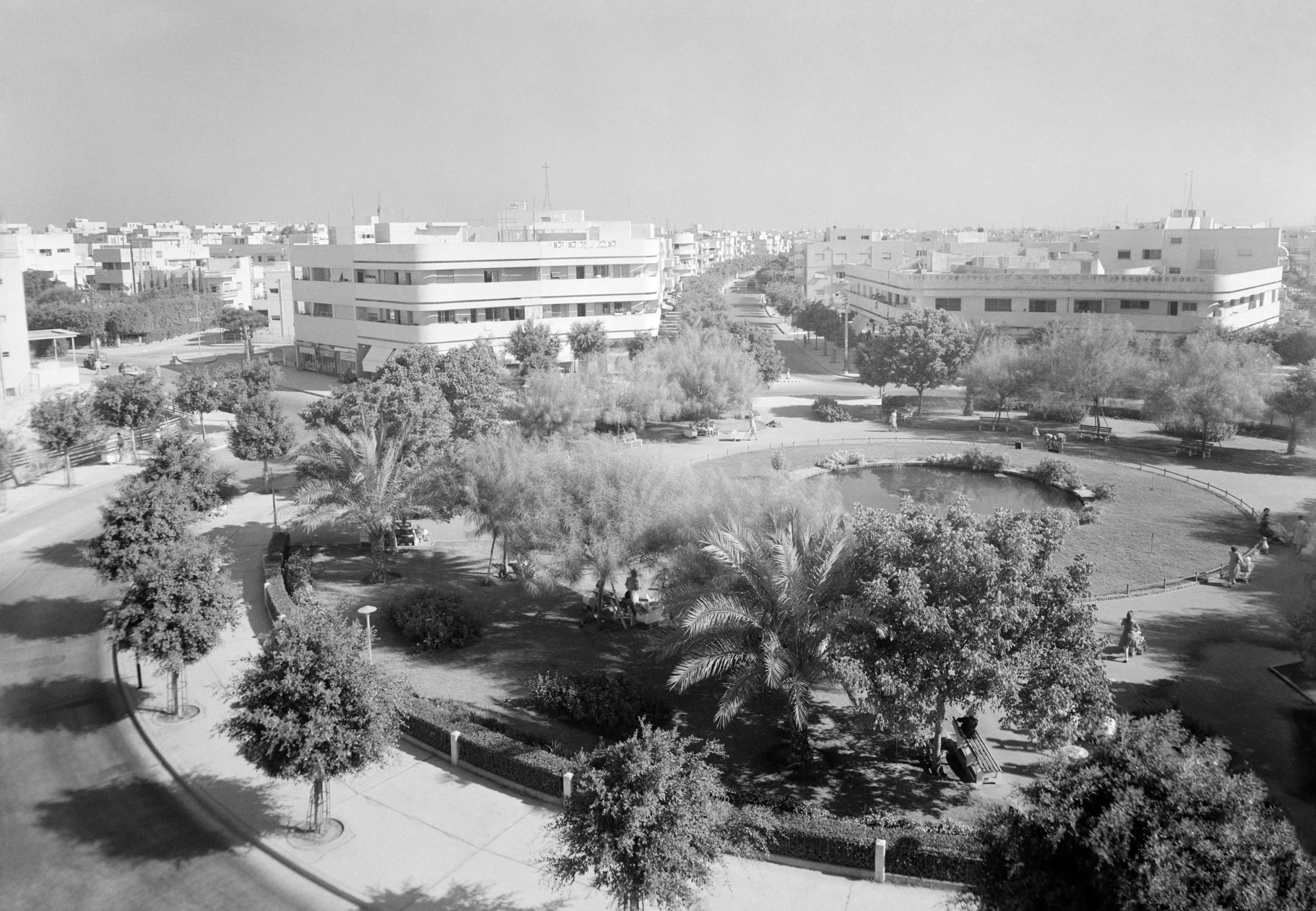
迪岑哥夫广场，摄于1940年代

广场建于1934年，是原来帕特里克·格迪斯爵士的城市设计的一部分。地下停车场的想法未能实现，代之以围绕广场的环岛，中心花园有喷泉和遮荫的休息区。 几十年来，广场是个热门地点，特拉维夫的历史性的特拉维夫白城的地标之一。
这个广场是一个圆形广场，自从1930年代以来一直是特拉维夫的中心焦点，迪岑哥夫广场得名于特拉维夫第一任市长梅厄迪岑哥夫的妻子吉娜。

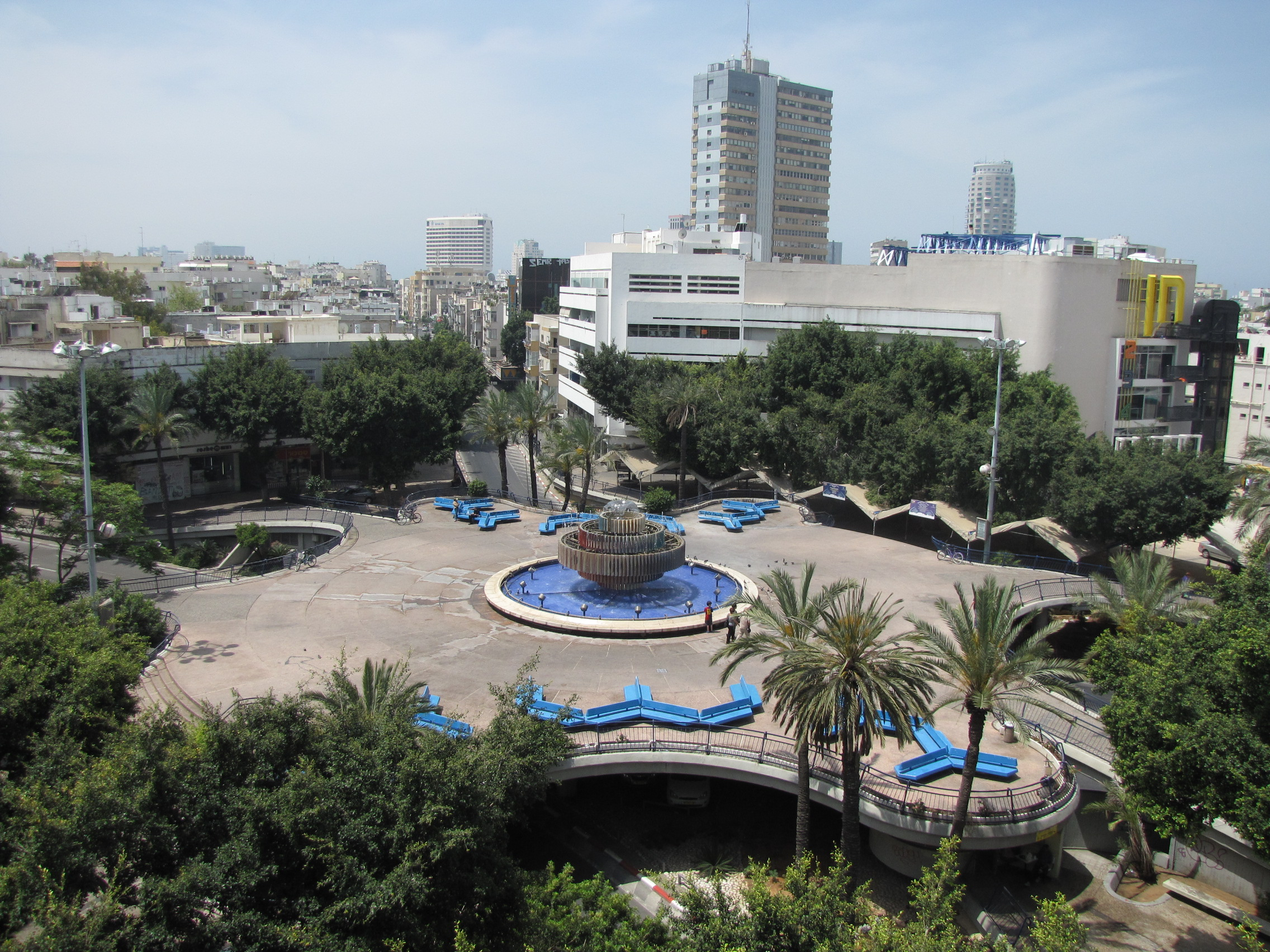

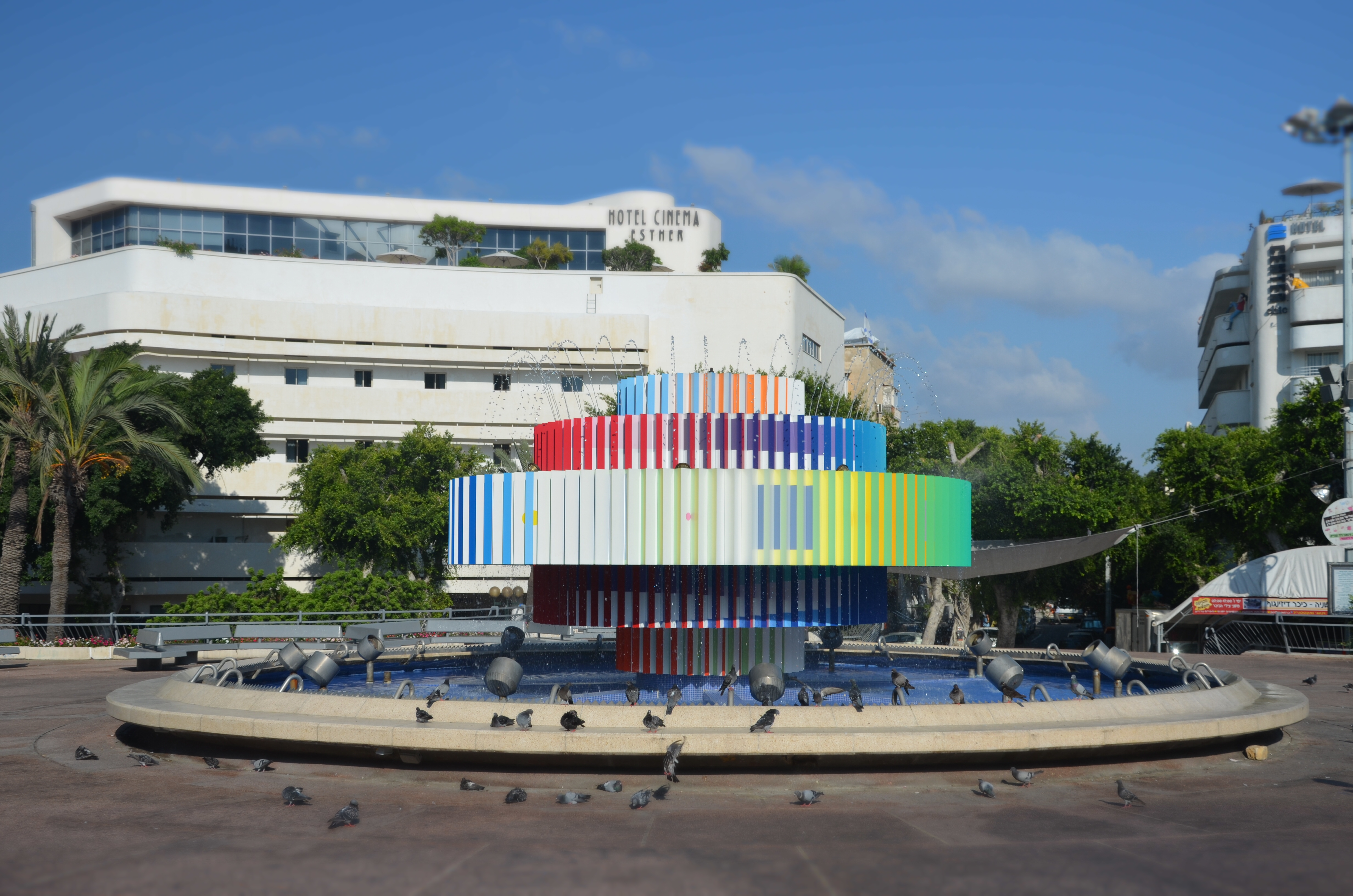
火与水喷泉，喷泉在以斯帖电影院后面